# Та’ароа
Та’ароа (таит. Ta'aroa, фр. Ta'aroa) — бог-творец, демиург, создатель мира, отец богов и людей в Полинезийской мифологии.

## Легенда
По представлениям полинезийцев Та’ароа являлся источником всего, даже его самого. Изначально он был один в своей оболочке (которая называлась Румия). Она имела форму яйца, вращающегося в огромном пространстве посреди пустоты, без неба, без земли, без моря, без луны, без солнца, без звезд. Все было во тьме и это была густая и вечная тьма. Ему было скучно в своей оболочке, которую он внезапно пробил своим телом. Затем он выскользнул за её пределы. Он нашел мир вокруг себя темным и безмолвным — сплошное ничто.
Та’ароа сломал свою старую оболочку, чтобы сделать камни и песок. Из новой оболочкой он основал Великое основание мира, Туму-Нуи. Из своего позвоночника он создал горы, своими слезами он наполнил океаны, озера и реки. Когда земля стала землей и стала твердой, к ней был присоединен большой осьминог Туму-раи-фенуа (основание земного неба); одно щупальце осьминога было на севере, другое на юге, третье на востоке, четвёртое на западе. Они держали небо против земли. Из своих ногтей он создал рыб и черепах, из своих перьев он создал деревья и кусты и он окрасил радугу своей кровью.
Затем Та’ароа призвал художников, которые пришли с корзинами и теслами, чтобы лепить Тэйна, первого бога, затем других богов — Ру, Хину, Мауи и сотни других. Тэйн украсил небо звездами и подвесил Солнце в небе, чтобы осветить Землю и Луну. Та’ароа решил создать человека, чтобы завершить сотворение мира.
Та’ароа разделил мир на 7 уровней. Человек жил на низшем уровне, но он быстро размножался, что радовало верховного бога. Человек разделил пространство с существами и растениями всех видов. Однако люди быстро почувствовали стесненность и решили вырыть яму над своим уровнем, чтобы увеличить его. Люди повторяли эту операцию до тех пор, пока все 7 уровней не были заняты. однако Та’ароа всё равно остаётся хозяином всего.

## История
Центром культа Та’ароа был на территории мыса Матахира-и-те-раи возле деревни Опоа на острове Раиатеа В древности это место называлась «Те По», что в переводе с таитянского языка означает «где обитают боги» и считалась священной. Для поклонения богу Та’ароа, около 1000 года, полинезийцы возвели там самый большой во всей Полинезии мараэ. Мараэ Тапутапуатеа было местом поклонения и обучения, где собирались полинезийские жрецы и мореплаватели с разных островов, чтобы приносить жертвы богам и делиться своими знаниями. Однако впоследствии культ Та’ароа был вытеснен с острова Раиатеа более поздним культом бога Оро. Мараэ Тапутапуатеа был в посвящен Оро вплоть до 1763 года, когда воины с острова Бора-Бора напали на остров Раиатеа и разорили мараэ Тапутапуатеа.
Мы находим Бога-создателя под другим именем в мифологиях других полинезийских народов: Тангароа, в мифологии маори, Тагалоа (Самоа), Тангалоа (Тонга), Каналоа (Гавайи).